# Portage informatique
 (juillet 2025).
Si vous disposez d'ouvrages ou d'articles de référence ou si vous connaissez des sites web de qualité traitant du thème abordé ici, merci de compléter l'article en donnant les références utiles à sa vérifiabilité et en les liant à la section « Notes et références ».
Le portage informatique consiste à porter, c'est-à-dire mettre en œuvre, un logiciel, une fonctionnalité, voire un système d'exploitation dans un autre environnement que celui d'origine. Cet environnement est donc soit logiciel, soit matériel.
La portabilité d'un code source est sa qualité d'être aisément porté.

## Principe
Le portage informatique revient souvent à reprendre le code source du composant existant dans son environnement initial, puis à lui apporter les modifications nécessaires pour qu'il puisse fonctionner sur la plate-forme de destination. Dans ce type de cas, le développeur sera reconnaissant à ceux ayant conçu ledit composant d'avoir utilisé des pratiques visant à la portabilité, par exemple en évitant toute violation de la norme du langage de mise en œuvre.

## Exemples
On peut porter un noyau de système d'exploitation sur une autre architecture matérielle, comme c'est le cas avec les systèmes de type Unix, et parfois on portera des utilitaires, comme ce fut le cas pour le projet GNU.
Des bibliothèques logicielles sont aussi souvent portées pour être disponibles dans de nouveaux environnements. C'est par exemple le cas de la bibliothèque Qt  ou encore de la bibliothèque de langage de script Python qu'on trouve, par exemple, sous la forme d'une bibliothèque chargée dynamiquement dans l'environnement Windows.
Dans le domaine du jeu vidéo, on parle de portage lorsqu'un jeu est adapté d'un système à un autre.